# Annalise Basso
Annalise Basso, née le 2 décembre 1998 à Saint-Louis (Missouri), est une actrice américaine. Elle est connue pour son rôle de LJ Folger dans la série policière dystopique post-apocalyptique Snowpiercer (2020-2022). Elle a commencé sa carrière comme actrice enfant, apparaissant dans les films Bedtime Stories (2008), Love Takes Wing (2009), Standing Up (2013) et Oculus (2013). De 2014 à 2015, elle a joué dans la série télévisée The Red Road.

## Biographie
Annalise Basso est née le 2 décembre 1998 à Saint Louis, États-Unis
Elle est la fille de Marcia et Louis J. Basso. Elle a une sœur Alexandria Basso et un frère Gabriel Basso aussi acteurs.

## Carrière
Elle débute dans une série de télévision à l'âge de 8 ans.
En 2016, elle tourne aux côtés de Viggo Mortensen dans Captain Fantastic, mais également dans le film d'horreur Ouija : les origines, où elle retrouve Mike Flanagan trois ans après The Mirror.

## Filmographie

### Cinéma
- 2007 : Ghost Image : Susan Zellan
- 2008 : Histoires enchantées (Bedtime Stories) d'Adam Shankman : Tricia Sparks
- 2009 : Dark House de Darin Scott : La jeune fille rousse
- 2013 : Standing Up de D.J. Caruso : Grace
- 2013 : The Mirror (Oculus) de Mike Flanagan : Kaylie
- 2016 : Captain Fantastic de Matt Ross : Vespyr
- 2016 : Ouija : Les Origines (Ouija: Origin of Evil) de Mike Flanagan : Lina Zander
- 2018 : Slender Man de Sylvain White : Katie
- 2018 : Nostalgia de Mark Pellington : Tallie Beam
- 2018 : Ladyworld d'Amanda Kramer : Piper
- 2020 : The Bloodhound (en) de Patrick Picard : Vivian
- 2024 : The Life of Chuck de Mike Flanagan : Janice Halliday

#### Courts métrages
- 2016 : Prettyface de Jessica Janos : Marlena
- 2017 : The Good Time Girls de Courtney Hoffman : Ellie
- 2019 : Furlong d'Adam Meeks : Abbey
- 2021 : The Girl from Nowhere de Suzie Philippot : Annie

### Télévision

#### Séries télévisées
- 2008 : Desperate Housewives : Denise
- 2009 : True Blood : Eden Hamby
- 2009 : Lie to Me : Maggie Ambrose
- 2009 : Three Rivers : Mary
- 2010 : Childrens Hospital : Morgan
- 2011 : Bones : Amber Tremblay
- 2011 : Parks and Recreation : Abigail
- 2012 : New Girl : Sarah Shiller
- 2012 : Nikita : Liza Abbott
- 2014 - 2015 : The Red Road : Kate Jensen
- 2015 : Constantine : Vesta Whitney
- 2016 : Philip K. Dick's Electric Dreams : Foster Lee
- 2016 : Cold : Isla
- 2019 : Les Enfants Maudits (V.C. Andrews' Heaven) : Heaven Leigh Van Voreen Casteel
- 2020 - 2024 : Snowpiercer : L.J. Folger

#### Téléfilms
- 2009 : Le cœur à l'épreuve (Love Takes Wing) de Lou Diamond Phillips : Lilian
- 2017 : Camp de Josh Yunis : Angela